# Чизбургер

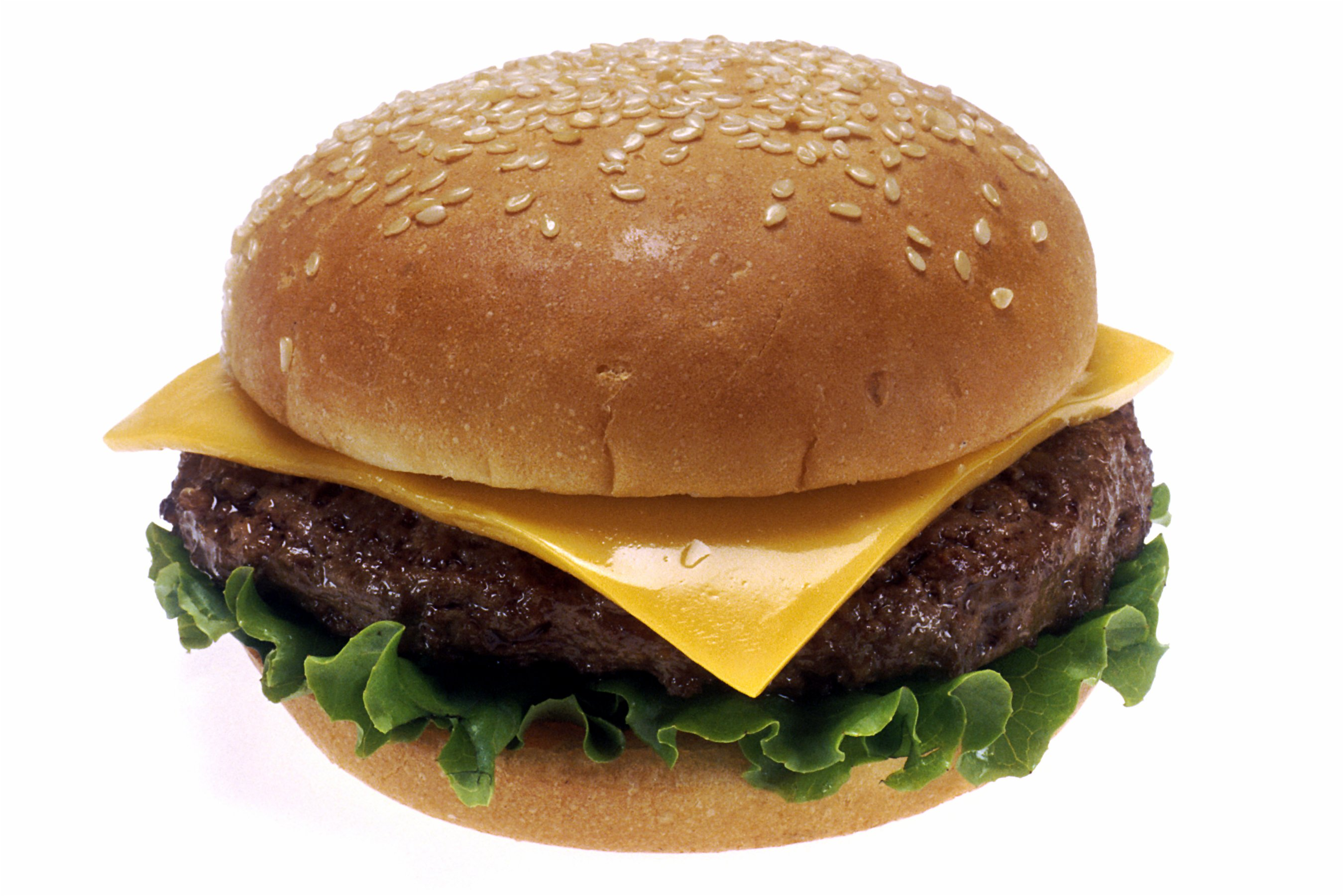
Стандартний чизбургер

Чи́збургер (англ. Cheeseburger) — вид гамбургера з обов'язковим додаванням сиру. На додаток до м'яса чизбургер може мати велику кількість різноманітних приправ, наприклад, кетчуп і майонез. Чизбургер часто подають разом із картоплею фрі, яєчнею або салатами. Зазвичай вартість чизбургера трохи перевищує вартість гамбургера, за рахунок вартості доданого в сендвіч сиру. Завдяки додаванню сиру містить на 20% більше калорій, ніж гамбургер.
Чизбургер — невід'ємна частина їжі стилю фастфуд.
18 вересня в США відзначають неофіційний Національний день чизбургера. У цей день ресторани роблять знижки і пропонують безкоштовні чизбургери.